# آثار فلسطين
علم الآثار الفلسطيني أو علم الآثار الشامي وهو علم يبحث في المواقع الأثرية في فلسطين القديمة. حيث أن لها أهمية كبيرة في تكوين الفهم لتاريخ أقدم الشعوب في العصر الحجري.

## المواقع الآثرية الفلسطينية

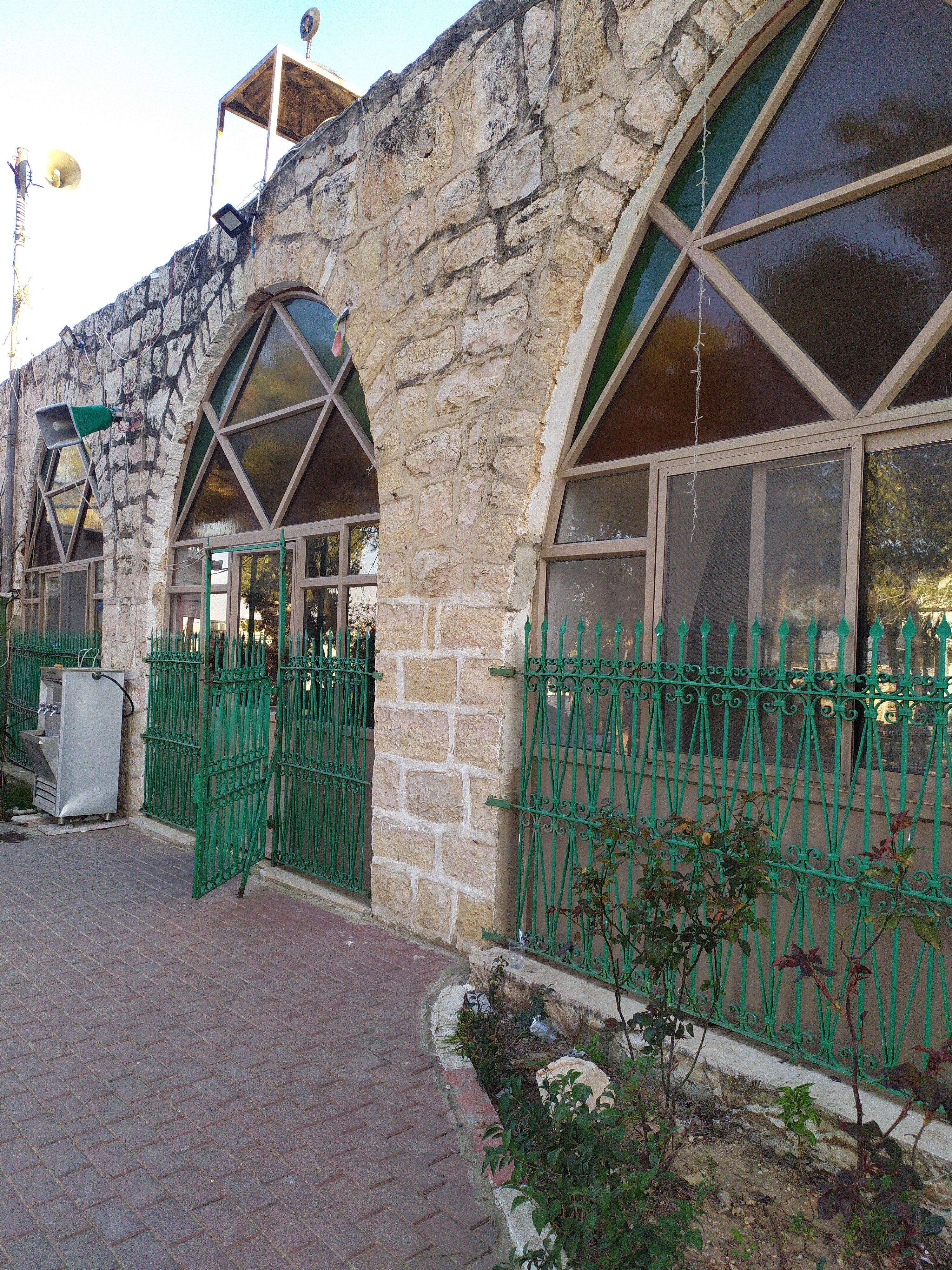
مقام النبي نوح في دورا ،أحد أهم المعالم الأثرية والتاريخية في دورا

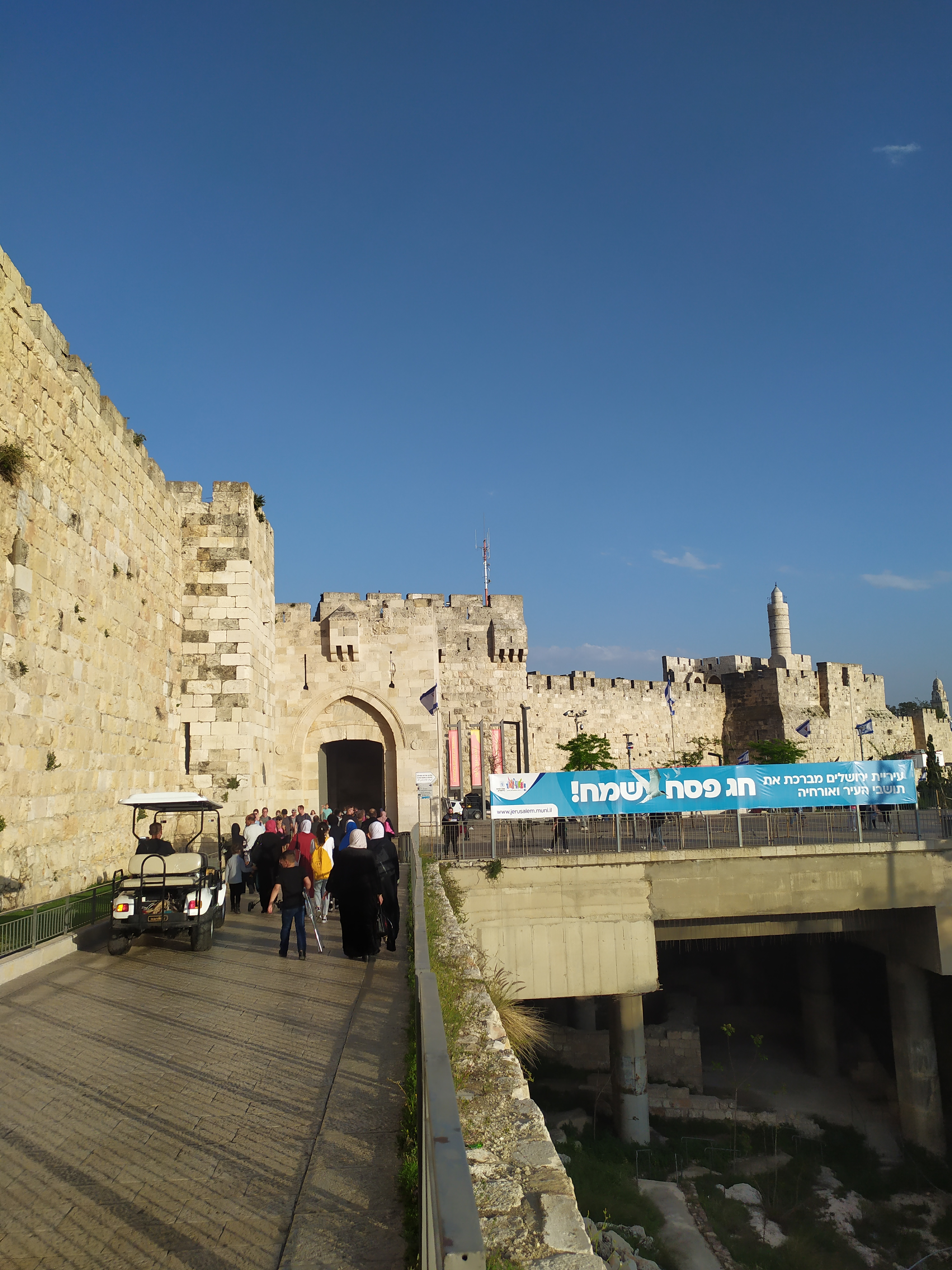
باب الخليل في القدس

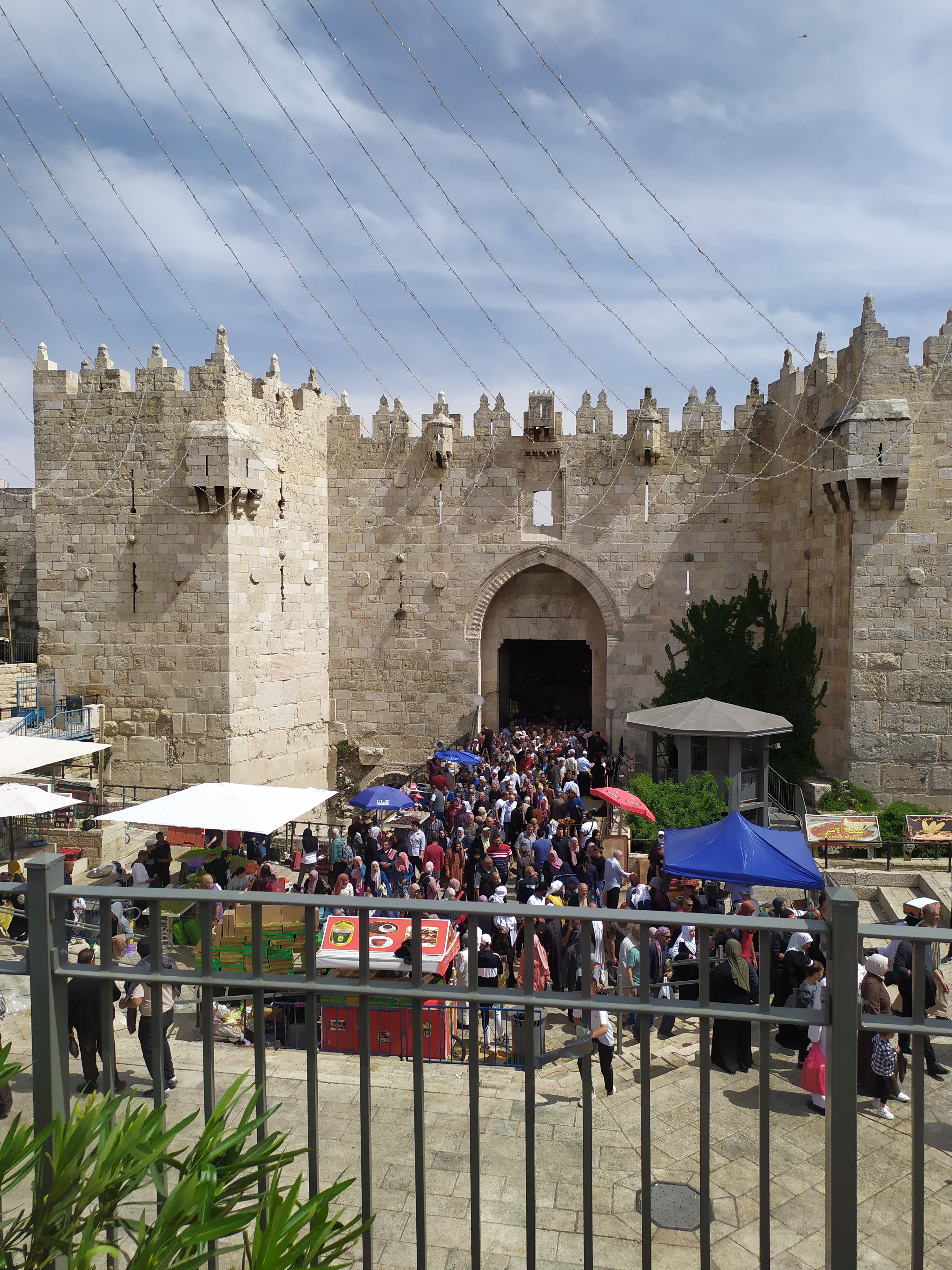
باب العامود في القدس

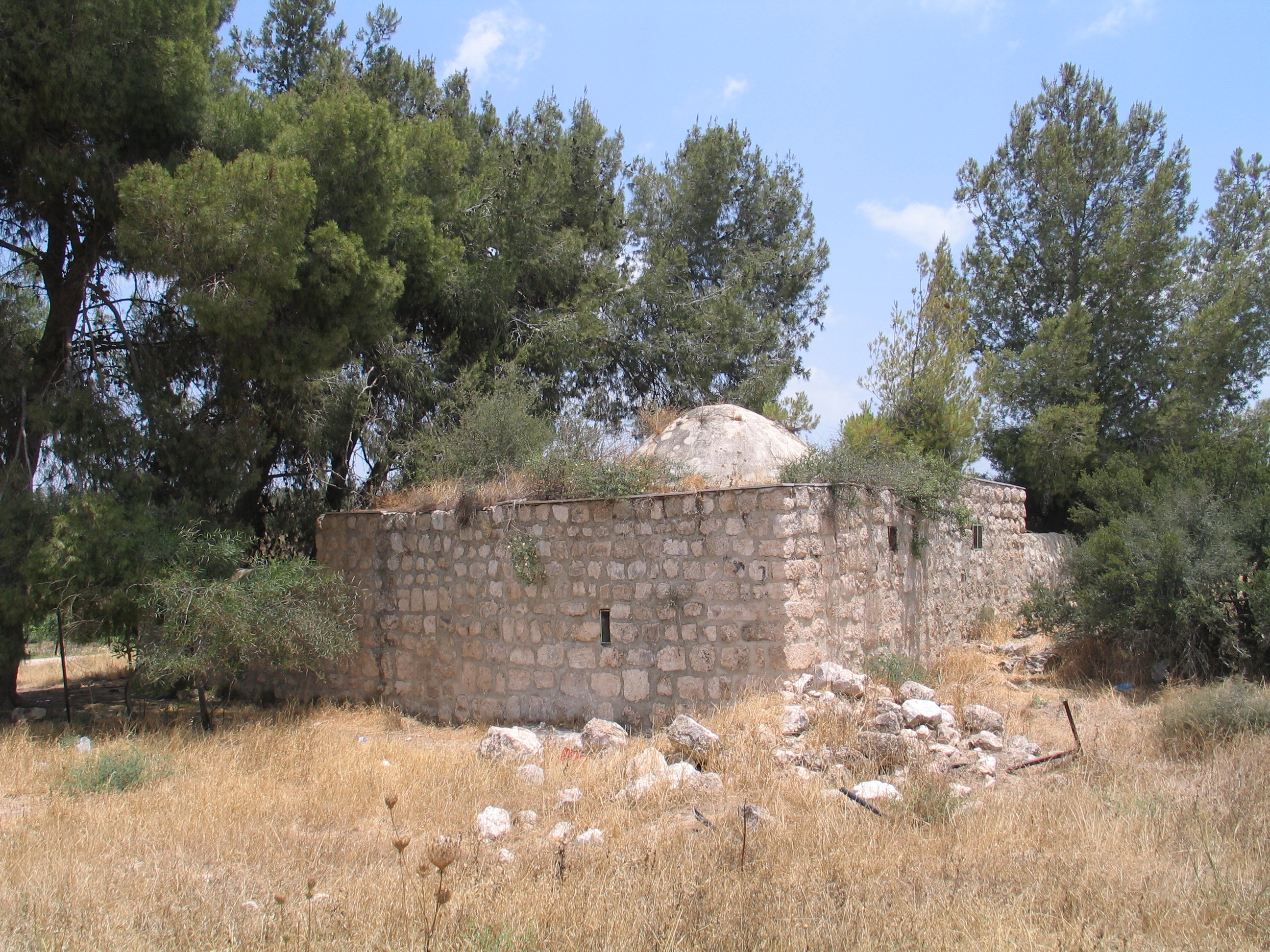
مقام الصحابي تميم الداري في بيت جبرين

تشمل 22 حضارة مرت على البلاد منذ العصر الحجري ووصولا إلى العصر الإسلامي المتأخر، وهذه قائمة بأشهرها:

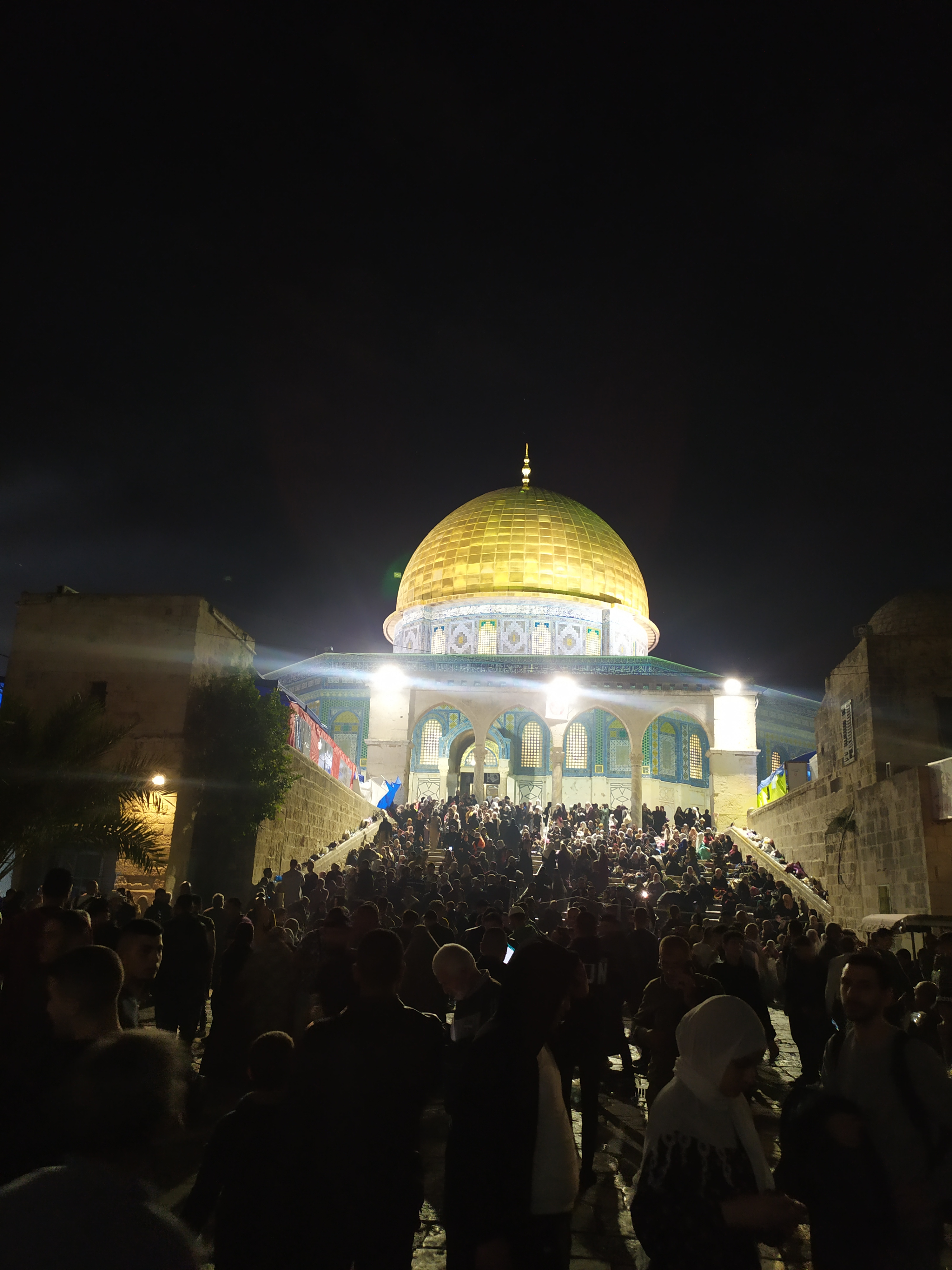
قبة الصخرة المشرفة ليلاً في القدس

- جامع الخضراء
- جامع الميناء
- جامع جنين الكبير
- جبل جرزيم
- قرية مريم المجدلية
- قصر الباشا
- قصر هشامقبة الصخرة المشرفة ليلاً في القدس قبةالصخرة المشرفة

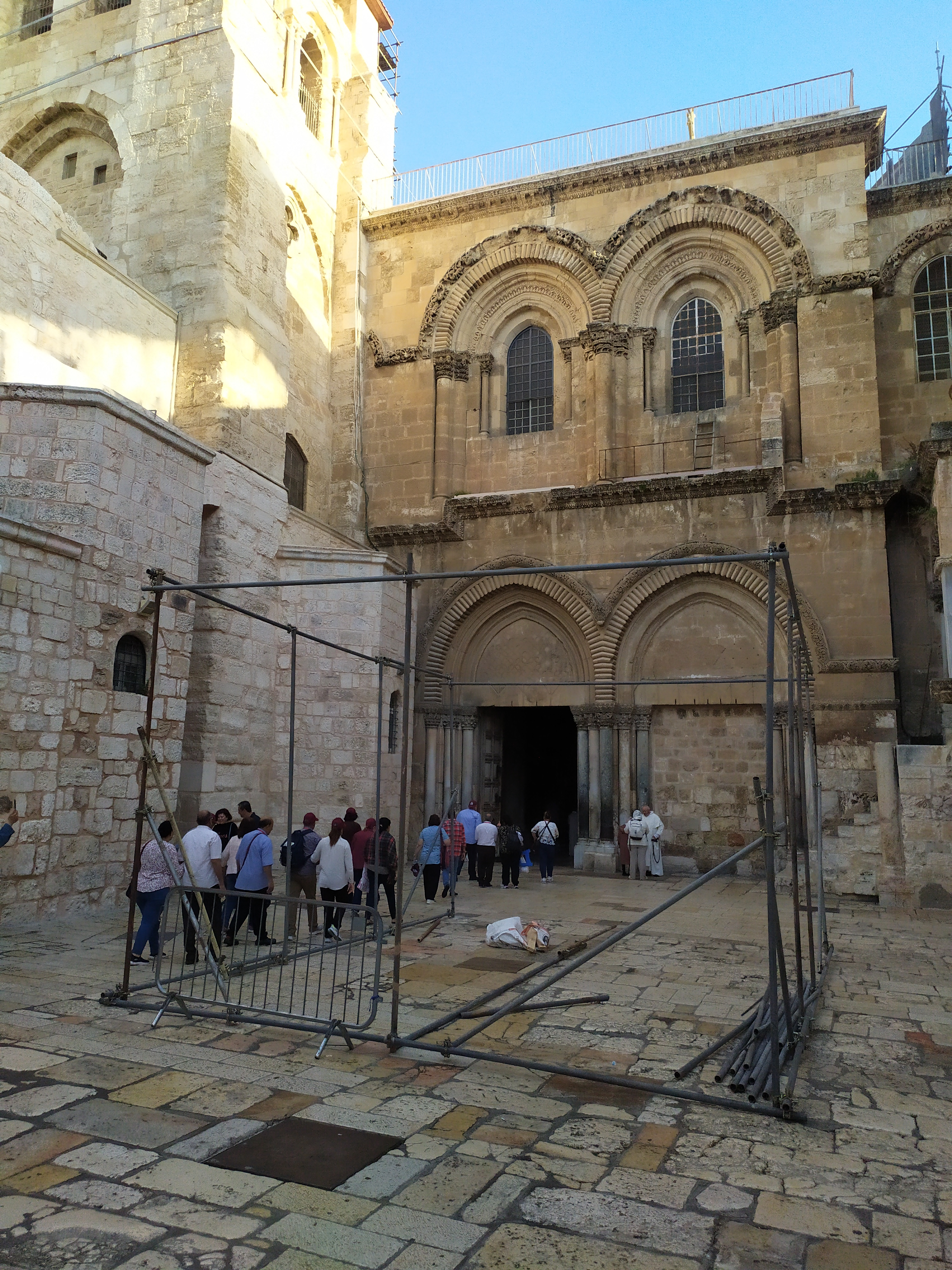
مدخل وساحة كنيسة القيامة في القدس

- قلعة برقوق
- قلعة شفا عمرو
- قلعة كوكب الهوا
- قيسارية
- كفر ناحوم
- كنيسة البشارة
- كنيسة القديس برفيريوس
- كنيسة القديس يوحنامدخل وساحة كنيسة القيامة في القدس كنيسة القيامة

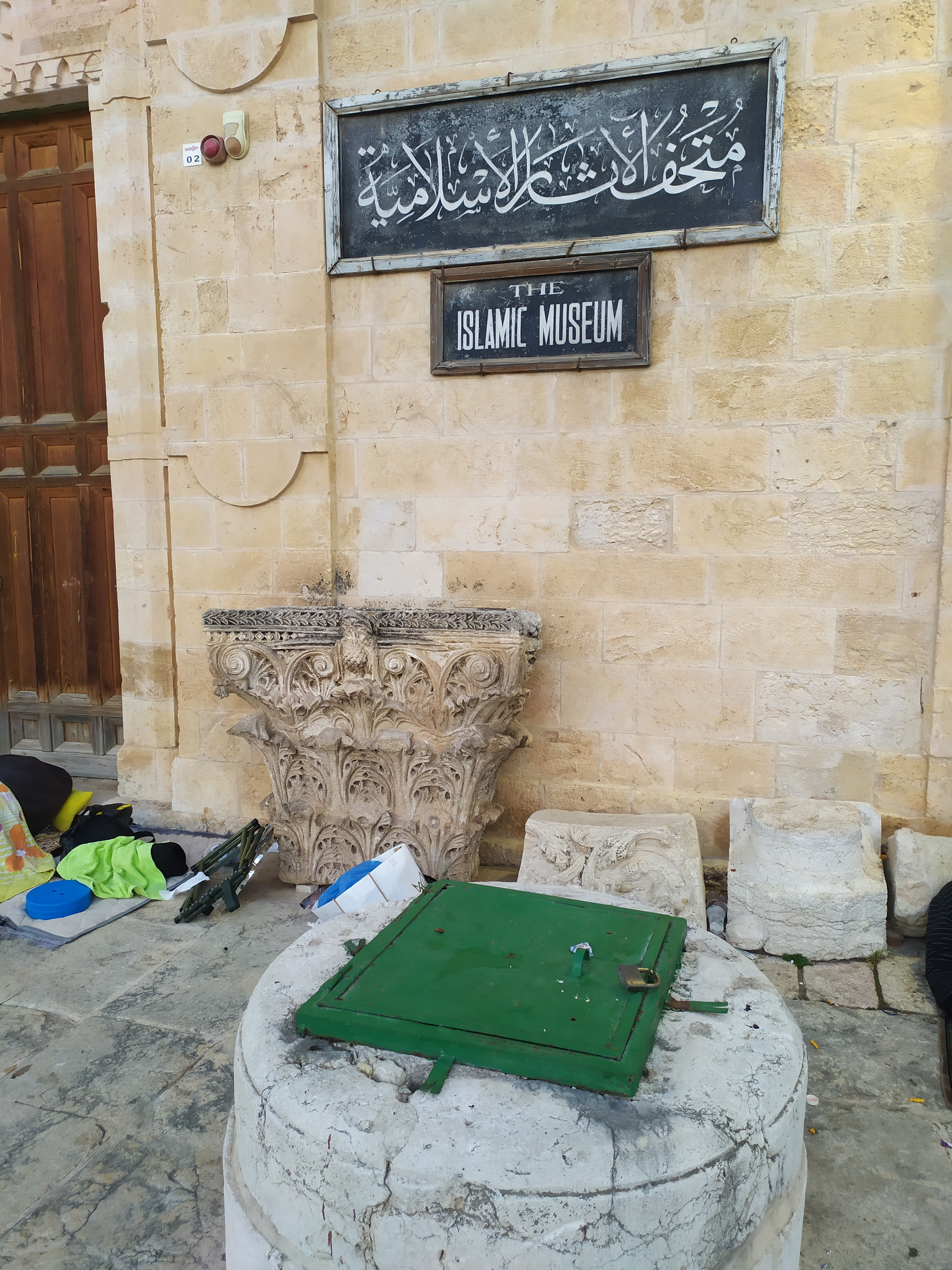
متحف الآثار الإسلامية في القدس

- كنيسة المهد
- كنيسة بطرس وبولس
- كنيسة كل الأمم
- كنيسة مريم المجدلية
- كنيسة ودير سانت جورج،حائط البراق
- حارة الغرب
- حارة القريون
- حارة القيسارية
- حارة المغاربة
- حارة الياسمينة
- حلف الديكابولس
- حمام الباشا
- حمام السمرة
- حمام الشفاء،الحرم الإبراهيمي
- الرملة (فلسطين)متحف الآثار الإسلامية في القدس المتحف الإسلامي

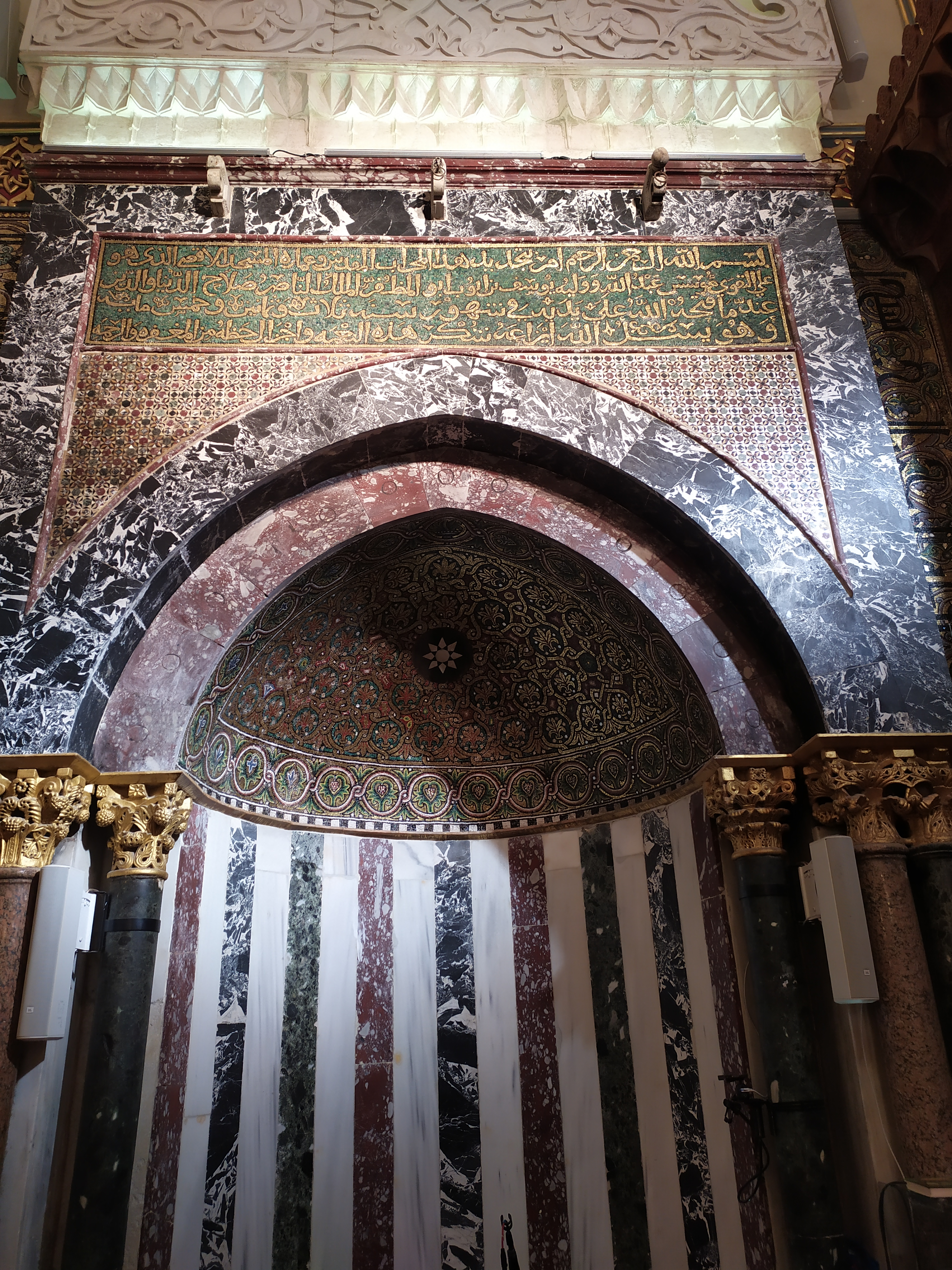
صورة لمحراب المسجد القبلي في المسجد الأقصى بمدينة القدس

- المدرسة التنكزية
- المدرسة الرشادية
- المدرسة الصلاحية
- المدرسة الكيلانيةصورة لمحراب المسجد القبلي في المسجد الأقصى بمدينة القدس المسجد الأقصى

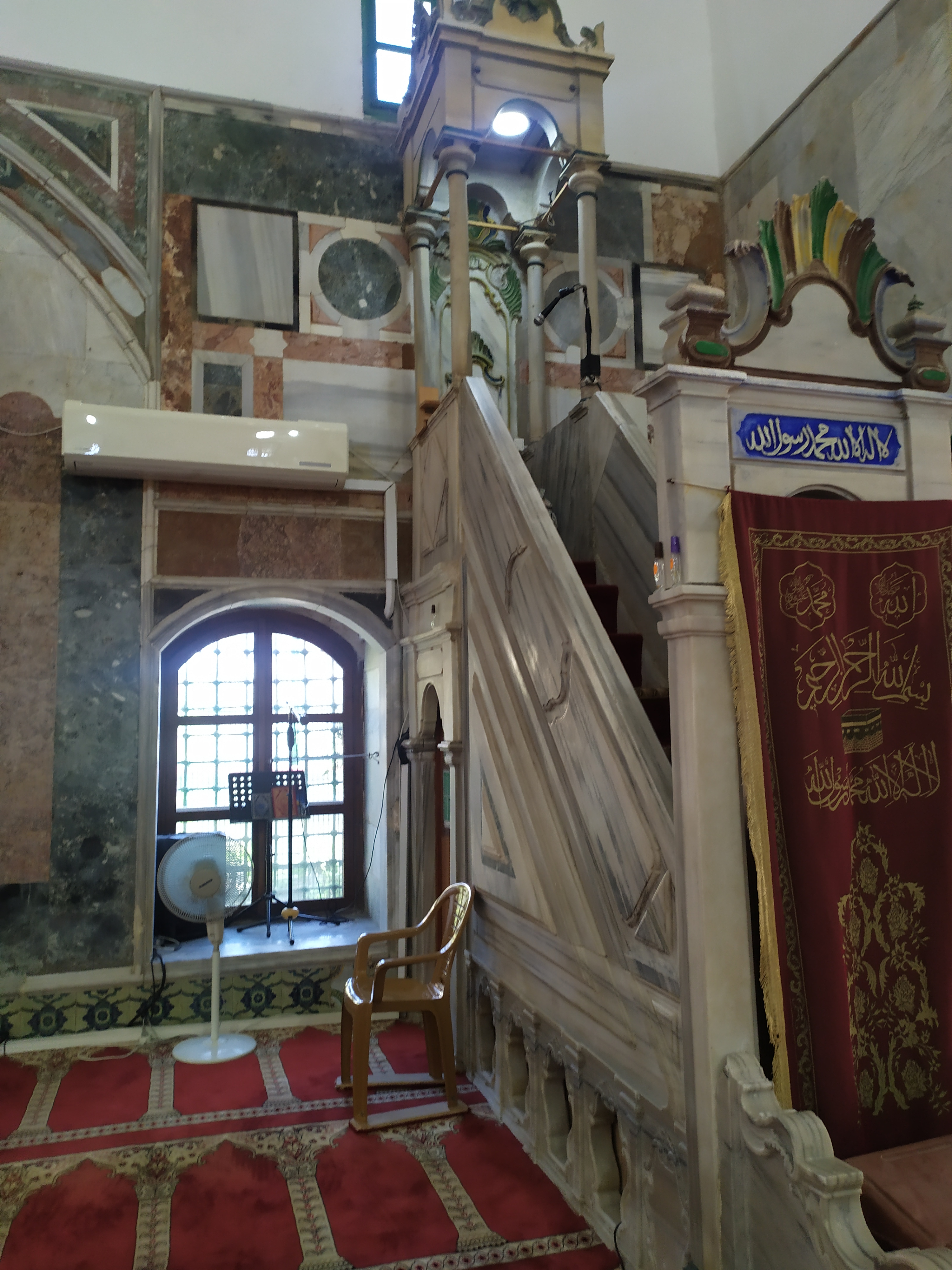
منبر مسجد الجزار في عكا

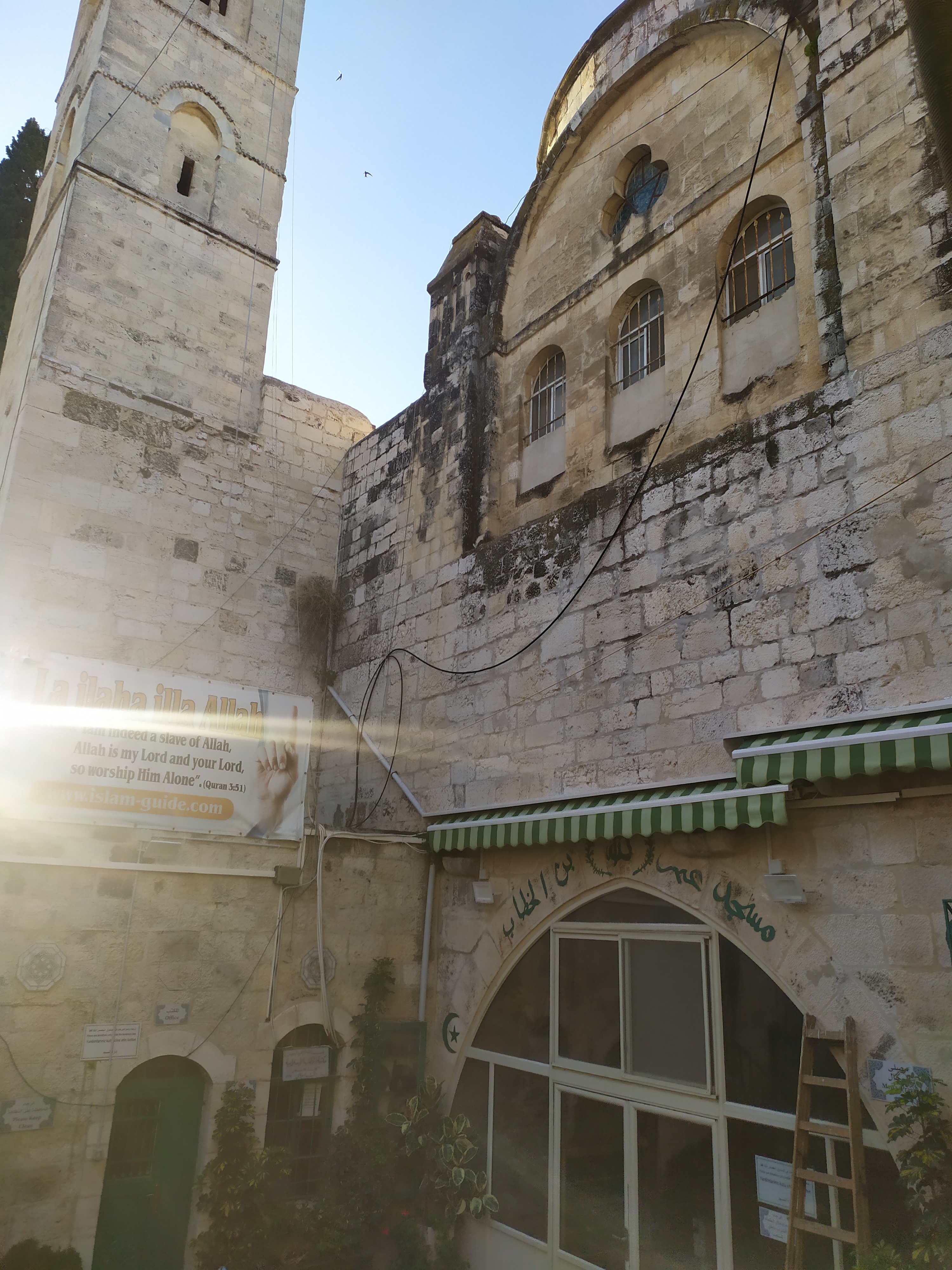
واجهة مسجد عمر بن الخطاب في القدس

- المسجد العمري الكبير (غزة)
- المكتبة الخالدية
- الناصرة
- مسجد البراق
- مسجد الرمل
- مسجد السيد هاشم
- مسجد النبي يونسمنبر مسجد الجزار في عكا مسجد الجزار
- مسجد النصرواجهة مسجد عمر بن الخطاب في القدس مسجد عمر (القدس)مغارة سليمان في القدس مغارة سليمان

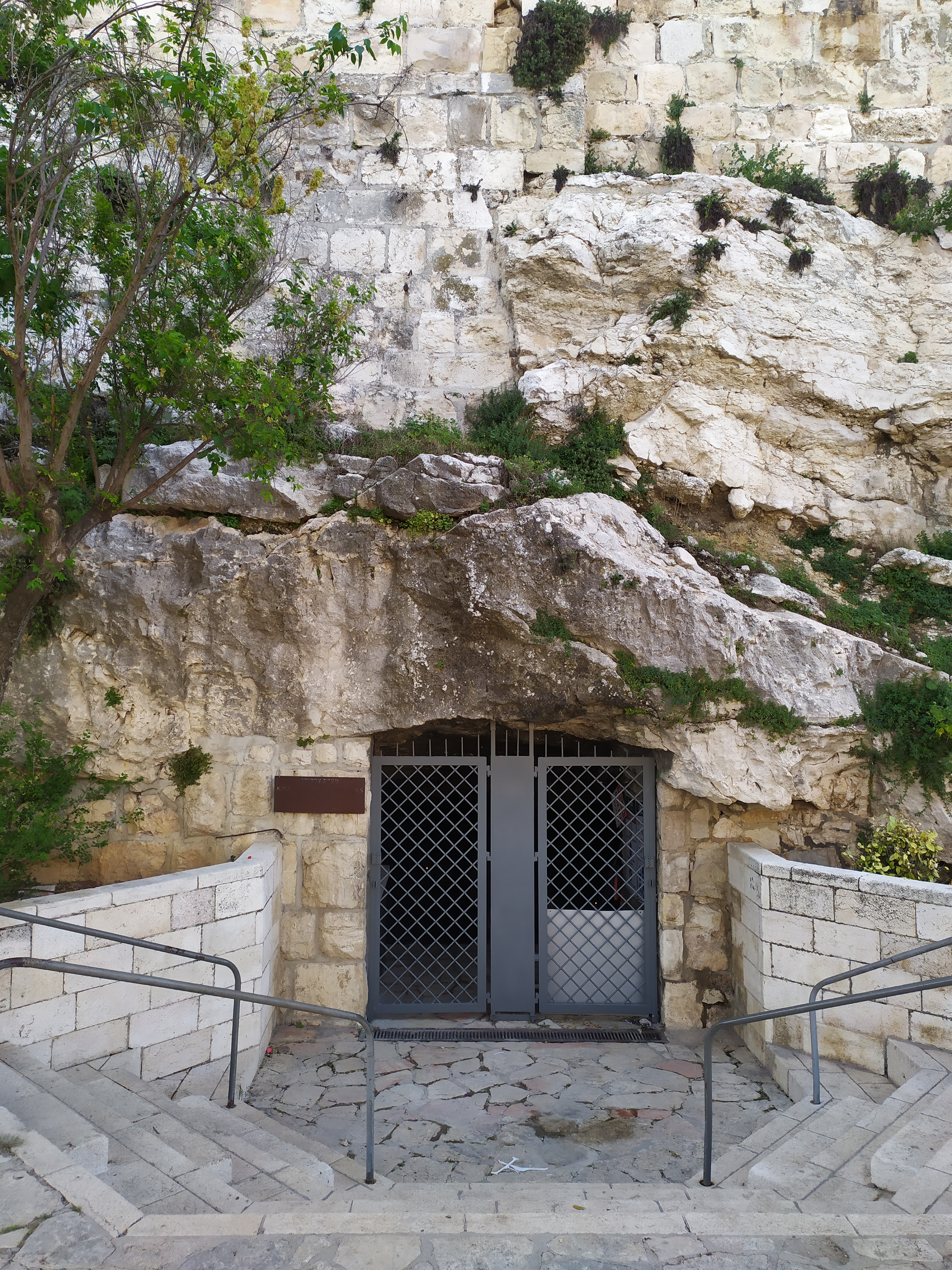
مغارة سليمان في القدس

- مقام الخضر
- مقام النبي الياس
- مقام النبي داوود
- مقام النبي صالح
- مقام النبي صاموئيل
- مقام النبي موسىمقام النبي نوح في دورا ،أحد أهم المعالم الأثرية والتاريخية في دورامقام النبي نوح في دورا مقام النبي نوح في دورا

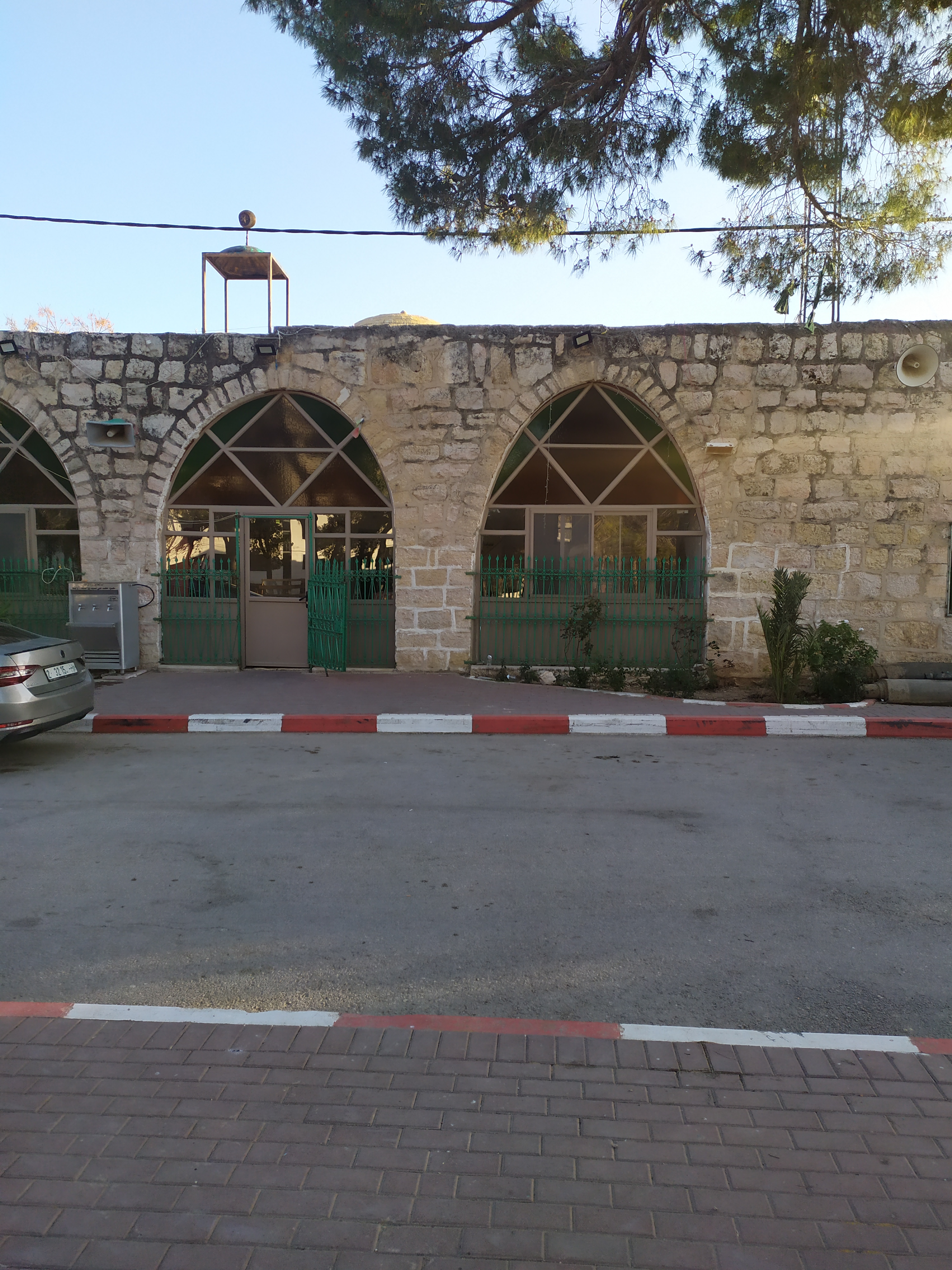
مقام النبي نوح في دورا

- المقبرة البيزنطية
- مقبرة باب الرحم
- مقبرة طاسو
- شفا عمرو
- شكيم
- بئر السبع
- بئر يعقوب
- باب الأسباطباب الخليل في القدس باب الخليل
- باب الرحمة
- باب الساهرةباب العامود في القدس باب العمود
- باب الغوانمة
- باب المغاربة
- باب النبي داود
- باب حطة
- برج القلعة
- برج شفا عمرو
- برقين (جنين)
- بيت الشرق
- بيسان
- قبر يوسف
- قرية النقيبمقام الصحابي تميم الداري في بيت جبرينمقام تميم الداري في بيت جبرين
- مسجد سنيريا
- قصر الكايد
- قصور آل عبد الهادي (جنين)